# Občina Žiri
Občina Žiri (slovinsky Občina Žiri, německy Gemeinde Sairach) je jednou z 212 občin ve Slovinsku. Nachází se v Hornokraňském regionu na území historického Kraňska. Občinu tvoří 18 sídel, její rozloha je 49,2 km² a k 1. lednu 2017 zde žilo 4 841 obyvatel. Správním střediskem občiny je město Žiri.

## Členění občiny
Občina se dělí na sídla: Brekovice, Breznica pri Žireh, Goropeke, Izgorje, Jarčja Dolina, Koprivnik, Ledinica, Mrzli Vrh, Opale, Osojnica, Podklanec, Račeva, Ravne pri Žireh, Selo, Sovra, Zabrežnik, Žiri, Žirovski Vrh.